# Odyssey Through O2
Odyssey Through O2 es un álbum de remixes de varios artistas, producido por el músico y compositor frances Jean-Michel Jarre, lanzado el 18 de mayo de 1998. Incluye remixes del álbum Oxygene 7-13 —lanzado el 17 de febrero de 1997—, junto a un remix del single «Rendez-Vous '98» —lanzado el 11 de mayo de 1998 con motivo de la Copa Mundial de Fútbol de Francia 98, y que consiste en una reversión del tema de 1986 «Fourth Rendez-Vous»—.
En este álbum participan, entre otros, Apollo 440, Sunday Club, Loop Guru, DJ Cam, Hani, Takkyu Ishino y Claude Monnet. Este último fue el responsable además de formar un continuo entre los primeros 15 temas del álbum. Incluye dos temas Bonus Track, con la participación de Apollo 440 y Tetsuya "TK" Komuro. 
Fue lanzado en formato CD, el cual además contenía un programa de ordenador, "JArKaos", una versión reducida del software "ArKaos" utilizado por Jarre como acompañamiento visual a su música en conciertos. "JArKaos" permite a los usuarios manipular imágenes mediante su teclado de la computadora mientras se escucha el álbum.
Algunos de los temas de este álbum fueron interpretados por Jarre y sus respectivos remezcladores, en el concierto en vivo "Rendez-Vous 98 - Electronic Night" el 14 de julio de 1998, dos días después de que Francia ganara la Copa Mundial de Futbol en su país, y coincidiendo con el día de la Bastilla.

## Lista de temas
| Lista de canciones "Odyssey Through O2" |                                          |                    |          |  |
| N.º                                     | Título                                   | Remix hecho por    | Duración |  |
| 1.                                      | «Odyssey Overture»                       |                    | 0:53     |  |
| 2.                                      | «Oxygene 10» (Transcengenics)            | Loop Guru          | 4:01     |  |
| 3.                                      | «Oxygene 7» (DJ Cam Remix)               | DJ Cam             | 4:22     |  |
| 4.                                      | «Oxygene 8» (Hani's Oxygene 303)         | Hani               | 4:19     |  |
| 5.                                      | «Oxygene 8» (Hani's Oxygene 303 Reprise) | Hani               | 2:31     |  |
| 6.                                      | «Odyssey Phase 2»                        |                    | 0:32     |  |
| 7.                                      | «Oxygene 10» (Resistance D Treatment)    | Resistance D       | 6:43     |  |
| 8.                                      | «Oxygene 8» (Transmix)                   | Boodjie & Veronica | 3:42     |  |
| 9.                                      | «Oxygene 8» (Sunday Club)                | Sunday Club        | 7:32     |  |
| 10.                                     | «Oxygene 10» (@440 Remix Dub)            | @440               | 5:47     |  |
| 11.                                     | «Odyssey Phase 3»                        |                    | 0:14     |  |
| 12.                                     | «Oxygene 11» (Remix)                     |                    | 0:55     |  |
| 13.                                     | «Oxygene 12» (Claude Monnet Remix)       | Claude Monnet      | 5:15     |  |
| 14.                                     | «Oxygene 8» (Takkyu Ishino Extended Mix) | Takkyu Ishino      | 4:21     |  |
| 15.                                     | «Odyssey Finale»                         |                    | 1:48     |  |

| Bonus track |                               |                                                 |          |  |
| N.º         | Título                        | Remix hecho por                                 | Duración |  |
| 16.         | «Rendez-Vous 98» (@440 Remix) | @440 / Mezclado por Will O'Donovan              | 7:14     |  |
| 17.         | «Oxygene 13» (TK Remix)       | Tetsuya "TK" Komuro / Mezclado por Eddie Delena | 5:36     |  |
| 64:04       |                               |                                                 |          |  |